# جيمناسيا إيسغريما دي كومودورو ريفادافيا
جيمناسيا إيسغريما دي كومودورو ريفادافيا هو فريق كرة سلة أرجنتيني تأسس في 13 فبراير 1919 يقع في كومودورو ريفادافيا، تشوبوت، الأرجنتين. يلعب في دوري كرة السلة الوطني الأرجنتيني.

## وصلات خارجية
الموقع الإلكتروني